# ملعب البشير
ملعب البشير هو الملعب الرياضي الحالي لنادي شباب المحمدية بمدينة المحمدية بالمغرب. تبلغ طاقته الاستيعابية 12.000 متفرج. وحمل الملعب اسم البشير نسبة إلى أحد لاعبي شباب المحمدية خلال فترة الخمسينات والستينات. وتبلغ مساحة الملعب الرسمي مع المدرجات 11 هكتارا ومساحة الملعب الملحق هي ثلاثة هكتارات وهناك مساحة أخرى تقرر إنجاز قاعة مغطاة دولية فوقها. ويعود بناء ملعب البشير إلى الأمير مولاي عبد الله شقيق الملك الحسن الثاني، والذي اعتاد زيارة مدينة المحمدية، وكان الملعب حينها صغيرا، وكانت مدرجاته من خشب وطاقته الاستيعابية تتراوح من 600 إلى 700 متفرج، وبعد حادث سقوط جانب من المدرجات، تم سنة 1961 بناء مدرجات إسمنتية وفي سنة 1964 تم زرع العشب فوق أرضية الملعب.
وفي عام 2021 أصبح ملعب البشير محط خلال بين مختلف الفاعلين بمدينة المحمدية، خصوصا بعد وضع رئيس فريق شباب المحمدية طلبا للمجلس الجماعي بالمدينة، والذي يطلب من خلاله استغلال الملعب بشكل حصري ولمدة 15 سنة مقابل القيان باستثمارات فيه تتمثل في بناء مرافق وتجهيزات تكميلية به.
وقد كان الملعب الذي غير اسمه سنة 1959 من ''الملعب البلدي'' إلى ملعب البشير تكريما للبشير لاعب فريق شباب المحمدية، وكان يحتضن عبر تاريخ المدينة مباريات كل الفرق بالمدينة سواء بالاقسام الإحترفية أو الهواة.